# Lgiń
Lgiń – wieś letniskowa w Polsce położona w województwie lubuskim, w powiecie wschowskim, w gminie Wschowa, w pobliżu trasy drogi wojewódzkiej nr 305. Wieś jest siedzibą sołectwa, w którego skład wchodzą również miejscowości Klucz i Mały Bór.

## Historia
Miejscowość pierwotnie związana była z Wielkopolską. Ma metrykę średniowieczną i istnieje co najmniej od początku XIV wieku. Wymieniona w dokumencie zapisanym po łacinie z 1311 jako Ylegin, 1312 Iligin, 1312 Lygin, 1312 Oligin, 1397 Elgino, 1407 Lgin, 1473 Lgyn, 1944 Ilgen.
Okolice miejscowości zasiedlone były jednak wcześniej niż zachowane archiwalne zapisy. Na zachodnim brzegu mniejszego jeziora, na wschodnim brzegu tego jeziora, na zboczu umiejscowionym na północnym zachodzie od cmentarza oraz na wydmie archeolodzy odkryli ślady po czterech osadach datowanych pomiędzy połową X wieku, a połową wieku XIII. Odkryto także we wsi ułamki naczyń. Przewidywana piąta osada pozostaje nadal nie zlokalizowana.
W latach 1311-12 w Lginiu wystawiał dokumenty Henryk II książę głogowski i wielkopolski. W 1423 miejscowość była siedzibą własnej parafii w dekanacie wschowskim. W 1520 należała do powiatu wschowskiego Korony Królestwa Polskiego.
Wieś była początkowo własnością książęcą, a później szlachecką należącą do lokalnej szlachty wielkopolskiej z polskich rodów Lgińskich, a później Opalińskich herbu Łodzia i Kęszyckich. Jako prywatna własność podlegała dziedziczeniu oraz sprzedaży dzięki czemu zachowało się wiele historycznych dokumentów prawnych o wsi odzwierciedlających stosunki własnościowe. W 1397 Szczedrzyk z Runowa koło Kórnika toczył proces z Pietraszem oraz jego braćmi Mikołajem, Szczedrzykiem, Bartoszem i Czerną z Jerki o połowę Lginia. W latach 1476–1531 właścicielką wsi była Małgorzata z Budziszewa, żona Hinczy Lgińskiego, a następnie żona Andrzeja Osieckiego z Osiecznej. W 1473 król Polski Kazimierz Jagiellończyk zaświadczył, że Henryk z Osowej Sieni odstąpił kasztelanowi lądzkiemu i staroście wschowskiemu Wojciechowi Górskiemu część we wsi Dębowa Łęka, którą jego żona Katarzyna z Jarocina dała mu w zamian za dobra Lgiń, Hetmanice oraz Nową Wieś koło Wschowy. W XV wieku kościół parafialny wystawili w miejscowości Lgińscy.
Miejscowość była wsią graniczną pomiędzy Koroną Królestwa Polskiego, a księstwem głogowskim. W 1528 wieś wraz z okolicą odnotowana została przy opisie tej granicy. Była nią rzeka wypływająca ze stawu, na której stał młyn zwany "Schubertmyl" leżący w Królestwie Polskim pomiędzy wsiami Lgiń i Wygnańczyce, a także rzeka nad którą leżał młyn "Takemil" poniżej młyna "Schubertsmyl" będący granicą pomiędzy Lginiem i Wygnańczycami w Królestwie, a Strońskiem w księstwie. Kopce graniczne znajdowały się na brzegu w lesie zwanym "Szak", nad strugą o nazwie "Szak", obok stawu zwanego "Święte", przy bagnie "Kaduskie błoto". Kopiec narożny, który kończył ten odcinek rozdzielał Lgiń w Koronie Królestwa Polskiego od dwóch, nieistniejących obecnie wsi Strońska i Zbierska leżących w księstwie głogowskim. Dalej granica przebiegała przez kopce przy bagnie zwanym "Miedźwiedzi Kierz", na wzgórku, czyli na grzębie, naprzeciw łąki karczmarza, aż do kopca narożnego pod lasem Wijewskim. Przy końcu wspomnianej łąki karczmarskiej przebiegała granica, która rozdzielała Lgiń oraz Wijewo w Królestwie od Zbierska w księstwie głogowskim.
Miejscowość odnotowana została także w regestach podatkowych. W 1531 odbył się pobór podatków od 3 łanów po wiardunku, od dwóch karczm po 6 groszy. W 1535 od 3 łanów, dwóch karczm oraz od trzech "korzeczników" czyli młynów zbożowych napędzanych kołem wodnym ustawionych na rzekach. W 1563 pobrano podatki od 7 łanów, dwóch karczm, 6 młynów wodnych. W 1564 wieś Lgiń miała 3 łany. W 1566 wieś należała do kasztelana przemęckiego Andrzeja Opalińskiego, który zapłacił podatek od 7 łanów, dwóch karczm, młyna o 7 kołach, 10 zagrodników po 4 grosze, zagrodników bez roli 2 grosze, 2 komorników z powodu ich ubóstwa po dwa grosze. W 1579 pobrano ze wsi podatki od 7,5 łana, 13 zagrodników z rolami, rymarza, czterech rybaków, 3 rzemieślników, 8 komorników z inwentarzem, 6 komorników bez inwentarza oraz od owczarza wypasającego stado w liczbie 150 owiec.
W XVII wieku miejscowość należała do kasztelana poznańskiego Łukasza Opalińskiego. Do XVII wieku na cmentarzu wiejskiego kościoła parafialnego wznosiła się jeszcze kaplica św. Anny. Na jednej ścianie tej kaplicy był napis łaciński świadczący, że w 1476 ufundowała ją Małgorzata Lgińska. We wsi do XIX wieku zachowały się księgi kościelne spisywane od 1693 roku, a w niej notatki o historycznych zdarzeniach w miejscowości i okolicy: w tym o pladze szarańczy jaka miała w latach 1728-1729, o zabiciu w 1730 z rusznicy jezuity wschowskiego Michała Krygiera oraz o pośle tureckim, który przyjechał do Wschowy w 1737.
W wyniku II rozbioru Rzeczypospolitej w 1793, miejscowość przeszła w posiadanie Prus i jak cała Wielkopolska znalazła się w zaborze pruskim. W drugiej połowie XIX wieku jako wieś Lgiń leżącą w powiecie wschowskim odnotował XIX wieczny Słownik geograficzny Królestwa Polskiego. W 1884 w miejscowości było 77 domów zamieszkanych przez 548 mieszkańców z czego 23 było wyznania ewangelickiego oraz 525 katolickiego. We wsi odnotowano wówczas 89 analfabetów. W okolicy wsi znajdował się w także folwark zwany Peterklucz Klitscherei liczący 10 domów, 171 mieszkańców w tym 23 wyznania katolickiego oraz 148 katolickiego. Naliczono w nim także 22 analfabetów. W folwarku była gorzelnia oraz młyn napędzany parą. Miejscowość należała wówczas do Stanisława Chłapowskiego syna Dezyderego. W połowie XIX wieku nakładem i staraniem dziedziczki z Modlibowskich Kęszyckiej nowy stanął kościół parafialny wzniesiony w stylu gotyckim, który poświęcony został przez arcybiskupa Leona Przyłuskiego.
W latach 1975–1998 miejscowość administracyjnie należała do województwa leszczyńskiego.
25 czerwca 2009 roku sołectwo zamieszkiwały 472 osoby.

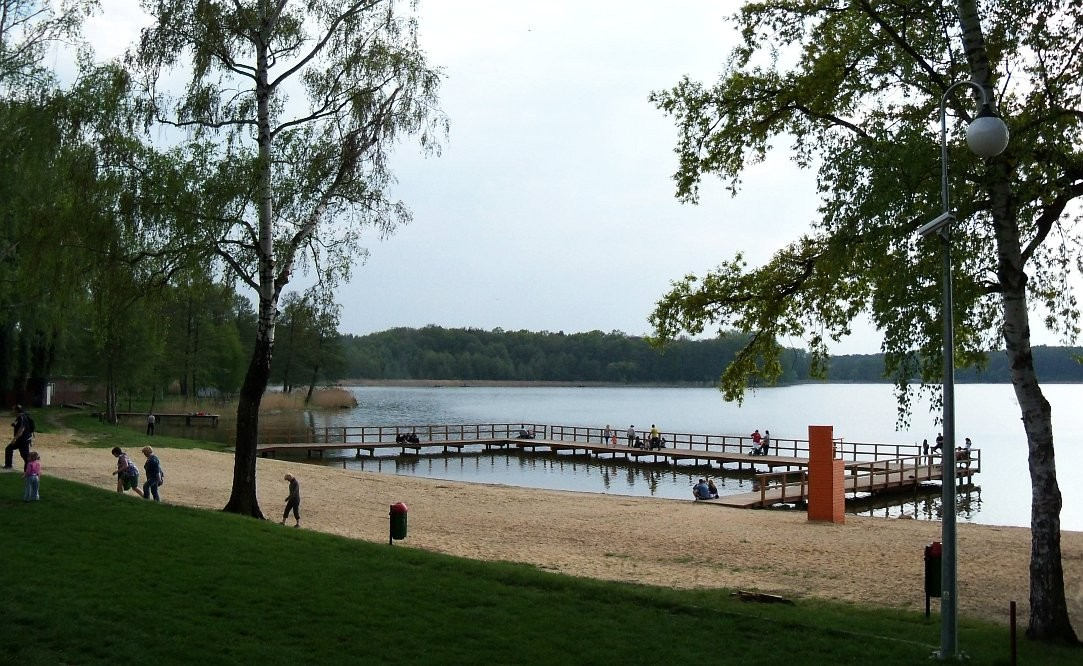
Jezioro Lgiń Duży

## Charakterystyka
Miejscowość oddalona jest o 9 km w kierunku północno-zachodnim od Wschowy i położona nad dwoma jeziorami lgińskimi (Dużym i Małym). Jeziora te otoczone są lasami i pagórkami morenowymi, mają urozmaiconą linię brzegową oraz czystą wodę. We wsi, nad jeziorem Lgińsko Duże znajdują się rozległe tereny do plażowania, strzeżone kąpielisko, wypożyczalnia sprzętu wodnego, kioski i sklepy spożywczo-przemysłowe oraz punkty gastronomiczne. Po przeciwnej stronie jeziora jest stanica harcerska Komendy Hufca ZHP Wschowa wyposażona w pole namiotowe, domki kempingowe, stołówkę, boiska sportowe, zaplecze dla przyczep kempingowych oraz kąpielisko strzeżone z plażą. Okolice Lginia są w dużej mierze pagórkowate i obficie porośnięte lasami.

## Zabytki
Do wojewódzkiego rejestru zabytków wpisane są:
- kościół parafialny pod wezwaniem św. Bartłomieja Apostoła z XV wieku, pierwotnie drewniany, po przebudowie w latach 1856-1860 murowany
  - schody i ogrodzenie
- zespół dworski, z połowy XIX wieku:
  - dwór
  - park
- aleja brzozowa, przy szosie Kijewo – Wolsztyn